# Bordertown (1935)
Bordertown is een film uit 1935 onder regie van Archie Mayo. De film is gebaseerd op het verhaal Bordertown en werd in 1940 opnieuw gemaakt met George Raft en Ann Sheridan onder de titel They Drive by Night.
De film gaat over een uitsmijter in een nachtclub en de liefde van de vrouw van de eigenaar van de club voor hem. 

## Rolverdeling
| Acteur           | Personage               |
| ---------------- | ----------------------- |
| Paul Muni        | Johnny Ramirez          |
| Bette Davis      | Mrs. Marie Roark        |
| Margaret Lindsay | Dale Elwell             |
| Eugene Pallette  | Charles 'Charlie' Roark |